# ساندی اولیسه
ساندی اولیسه (هلندی: Sunday Oliseh؛ زادهٔ ۱۴ سپتامبر ۱۹۷۴) یک بازیکن فوتبال اهل نیجریه است.

## باشگاهی
از باشگاه‌هایی که در آن بازی کرده‌است می‌توان به یوونتوس، آژاکس آمستردام، بروسیا دورتموند، کلن، بوخوم، و خنک اشاره کرد.

## تیم ملی
وی همچنین در تیم ملی فوتبال نیجریه بازی کرده است.